# Timbres de France 1849
Cet article recense les timbres de France émis en 1849 par l'administration des Postes.

## Légende
Pour chaque timbre, le texte rapporte les informations suivantes :
- date d'émission, valeur faciale et description,
- formes de vente,
- artistes concepteurs et genèse du projet,
- date de retrait, tirage et chiffres de vente, lorsqu'ils sont connus,

ainsi que les informations utiles pour une émission donnée.

## Généralités

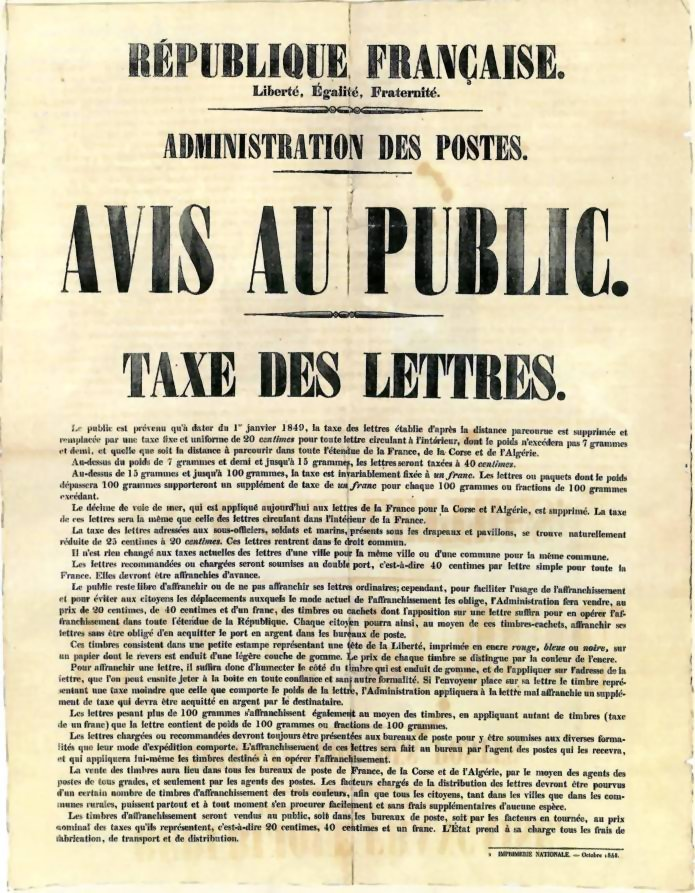
Affiche, circulaire des nouveaux tarifs postaux applicables au 1er janvier 1849.

Les timbres de France émis à partir de janvier 1849 sont les premiers timbres-poste produits par ce pays, dans le cadre d'une réforme postale, suivant ainsi le Royaume-Uni (en 1840), et d'autres.
Cette réforme prévoit une baisse des tarifs qui sont désormais calculés uniquement selon le poids du pli, et non plus selon le poids et la distance à parcourir. Elle voulait encourager le paiement préalable du port par l'expéditeur sous la forme de l'affranchissement du pli à l'aide d'un timbre acheté au bureau de poste ou au facteur.
Le décret du 24 août 1848 fixe les nouvelles tarifications et modalités de taxation des courriers, notamment l'apparition de trois timbres dans son article 5.
Ces premiers timbres au type Cérès porte les mentions : « REPUB FRANC / POSTES », le premier pour République française. La valeur faciale est exprimé en centime et en franc français.

### Tarifs
Les nouveaux tarifs postaux concernent les tarifs de bureau à bureau, donc entre circonscriptions postales différentes, mais la réforme tarifaire ne modifie pas les tarifs antérieurs locaux, urbains et spécifiques à Paris, notamment pour maintenir un prix concurrentiel face à l'emploi de coursiers dans les grandes villes.
Principaux tarifs postaux :
| Échelon de poids           | Tarif général, Bureau à Bureau | Port local, (même bureau de distribution) | Port urbain, (pour la même ville) | Tarif spécifique, Paris pour Paris |
| -------------------------- | ------------------------------ | ----------------------------------------- | --------------------------------- | ---------------------------------- |
| 1er : jusqu'à 7,5 g        | 20 c.                          | 10 c.                                     | (0 à 15 g) : 10 c.                | (0 à 15 g) : 15 c.                 |
| 2e : de 7,5 à 15 g         | 40 c.                          | 20 c.                                     | (15 à 30 g) : 20c.                | (15 à 30 g) : 25c.                 |
| 3e : de 15 à 100 g         | 1 F.                           | (15 à 30 g) : 30 c.                       | (30 à 60 g) : 30 c.               | (30 à 60 g) : 35 c.                |
| par tranche supplémentaire | (par 100 g) : 1 F.             | (par 30 g) : 10 c.                        | (par 30 g) : 10 c.                | (par 30 g) : 10 c.                 |

La taxe de recommandation ou de chargement est le double tarif, dans ce cas l'affranchissement en timbres-poste est obligatoire.
Ces tarifs seront en application jusqu'au 1er juillet 1850.
Voici les tarifs qui peuvent être réalisés avec un seul ou plusieurs des timbres émis le 1er janvier 1849 (sachant que tous les tarifs de l'époque ne peuvent être réalisés avec les deux timbres alors émis).
Tarifs intérieurs:
- 20 c. :
  - lettre jusqu'à 7,5 grammes (inclus) partant, et à destination, de la France métropolitaine, de la Corse et de l'Algérie « de bureau (de direction) à bureau (de direction) » soit entre deux circonscriptions postales ;
  - Lettre en Port local de 7,5 à moins de 15 grammes
  - lettre de 15 à moins de 30 grammes circulant dans la même ville (soit le tarif double) ou le même bureau (sauf dans Paris, et pour Paris) ;
- deux timbres de 20 c., soit 40 c. :
  - lettre de 60 à moins de 90 grammes à destination de la même ville (sauf Paris) ;
  - lettre de 7,5 à 15 grammes de Paris vers la Province, et vice versa, ou de « Bureaux à Bureaux » en Province (soit entre deux circonscriptions postales différentes).
  - lettre recommandée de moins de 7,5 gramme au tarif intérieur (Bureau à Bureau, sauf Paris)
- 1 F. :
  - lettre de 15 à 100 grammes entre deux villes (Bureau à Bureau) ;
  - en multiple, pour surcoût d'une lettre de plus de 100 grammes, 1 franc par tranche de 100 g supplémentaires ;
  - 2 timbres à 1 F. : Lettre recommandé de plus de 15 grammes et moins de 100 grammes au tarif intérieur (bureau à bureau) ;
  - 4 timbres, soit 4 F. : pour une lettre recommandée de 100 à 200 grammes au tarif intérieur (Bureau à Bureau).

La taxe de recommandation intérieure (Bureau à Bureau) est le double du port (ainsi une lettre de 100 g à 200 g envoyée en recommandée peut être affranchie avec 4 timbres à 1 franc, pour 2 fois 2 francs).
Tarifs pour l'étranger :
il n'existe aucune règle générale, d'où une grande diversité des tarifs. En effet le coût du port est lié à des accords tarifaires bilatéraux entre états, compliqué par des tarifs frontaliers de proximité. L'usage des timbres-poste sur ces courriers est autorisé par une circulaire de juillet 1849, applicable au 1er août 1849, mais il existe quelques très rares courriers antérieurs avec des timbres.
- 20 c. : tarif frontalier vers le royaume de Belgique ;
- 1 F. : lettre légère vers le royaume des Deux-Siciles, les États Sardes, la Grèce et les îles Ioniennes (alors sous contrôle britannique) en Europe, vers les Indes britanniques, Ceylan et Singapour, et vers Hong Kong et la Chine, les bureaux français du Levant et les établissements français en Inde.
- la composition 1 F. + 20 c. permet l'envoi d'une lettre vers la Serbie et les États de la côte dalmate, les États pontificaux et la République de Saint-Marin.

### Oblitérations
L'oblitération du timbre-poste a pour but d'en marquer l'usage, cette oblitération appelée « timbre oblitérant » à l'époque est spécifique à cet usage. Sur la lettre est apposé un second cachet à côté du timbre-poste, le cachet à date, qui indique la date de prise en charge du courrier par le service postal. Au dos du pli, sont apposés des cachets à date, au minimum un, celui du bureau qui assure la distribution au destinataire, et éventuellement les cachets à date des bureaux des différentes étapes du parcours de la lettre.
L'oblitération normale sur le timbre-poste en 1849 est l'oblitération « grille ». Mais, de nombreux bureaux de poste n'ayant pas reçu leur matériel d'oblitération réglementaire avant le 1er janvier, on trouve des cachets fabriqués en toute hâte localement, ou des oblitérations avec des modèles de cachets anciens, pour annuler les timbres. Ces plis avec ces oblitérations de fortunes sont appréciés des collectionneurs spécialisés, et négociés à des prix « d'amateurs ». Ils sont d'autant plus recherchés que l'on trouve très peu de timbres-poste sur lettre entre le 1er janvier 1849 et le 15 janvier 1849.
L'annulation du timbre (ou cachet oblitérant) « grille » apparaît en général entre le 12 janvier et le 15 janvier selon les bureaux. Le bureau central de Paris (rue du Louvre) utilise la grille à partir du 10 janvier. La roulette « grille sans fin » apparaît plus tardivement fin 1851, puis début 1852 dans certains bureaux de quartier. Elle est utilisée pour oblitérer les affranchissements composés de plusieurs timbres-poste, particulièrement sur des courriers à destination de l'étranger.

## Janvier

### Les deux premiers timbres
Le 24 août 1848, par décret de l'Assemblée Nationale « Relatif à la taxe des lettres », le gouvernement provisoire de la IIe République décide la réforme postale, la circulaire d'application est publiée le 28 septembre.
Entre-temps, le 7 septembre 1848, l'Administration des Postes décide le lancement de l'impression d'un timbre à 20 centimes en noir, et à 1 franc en rouge.
Le modèle du timbre est adopté le 11 septembre. Le dessin adopté représente Cérès, déesse romaine de l'agriculture, et figure allégorique de la République, qui sera également utilisée pour la nouvelle série monétaire. Le type Cérès est l'œuvre de Jacques-Jean Barre, le Graveur général de la Monnaie de Paris.
La conception, puis l'impression, sont faits dans un délai très court, si court qu'il a même été envisagé de sous-traiter l'impression des premiers timbre à Londres, chez Perkins Bacon (en), qui s'était proposé. Le poinçon, en tant que matrice initiale, est exécuté en cinq semaines, en relief, sur un support en acier, sans les valeurs, sur deux goujons amovibles, et est livré le 17 octobre aux ateliers de la Monnaie de Paris, où Anatole Hulot (1811-1891) prend en charge la suite. Les clichés secondaires sont réalisés par galvanotypie, c'est-à-dire que par ce procédé de reproduction à l'identique, on recouvre les moules de plomb, par électrolyse, d'une couche de cuivre pour les rendre résistant, puis les planches d'impressions sont préparées. La planche obtenue est appelée un « galvano ». Ce procédé de reproduction d'un modèle à l'identique avait été développé en France par Firmin-Didot quelques mois plus tôt.
Le tirage débute le 4 décembre pour le 20 centimes noir, et le 30 décembre pour le 1 franc rouge ; le choix des premières encres, immédiatement disponibles en stock, n'est pas anodin. Les timbres sont imprimés en typographie à plat, en feuille de trois cents exemplaires, en deux panneaux de 150 timbres (15 lignes de 10 timbres) séparés par une marge de 2 centimètres environ. Chaque panneau de 150 timbres est imprimé par un galvano. Les feuilles étaient coupées en deux avant livraison aux bureaux de poste. Chaque panneau (ou demi feuille) mesure approximativement 20 cm de largeur par 36 cm de hauteur.
Les dimensions de chacune des vignettes, marge blanche non comprise, sont de 20 mm sur 24 mm.
Les timbres sont imprimés à l'aide de presse à bras de la maison Lacrampe et Cie sur des feuilles de papier couleur ivoire (d'autres teintes existent) fournies par le papetier Angoumois Lacroix ; elles sont ensuite, au verso, gommées avec un pinceau, avec une espèce de laque, qui, une fois humidifiée, permettra l'encollage.
Le 1er janvier 1849, sont mis à la disposition du public, deux timbres-poste non dentelés de 20 centimes de couleur noire et de 1 franc de couleur rouge.

### Cérès, 20 centimes noir

#### Généralités

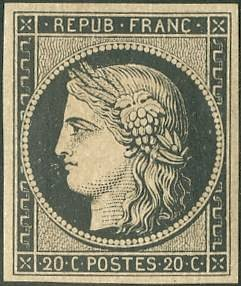
Le 20 centimes noir, premier timbre de France.

Émis le 1er janvier 1849, le premier timbre de France est destiné à l'affranchissement des lettres de moins de 7,5 grammes. Le 20 centimes noir est retiré définitivement de la vente le 29 octobre 1850, soit trois mois après le changement de tarif du 1er juillet 1850, qui met fin à son usage principal.
La plus ancienne date d'usage connue est le 31 décembre 1848, oblitération provenant d'Alger,, ce pourrait être un usage anticipé ou d'une erreur de cachet, la date n'ayant pas été changée après la nuit de la Saint-Sylvestre. Toutefois, bien que deux exemples seulement soient connus, ces usages anticipés ne sont pas une anomalie en soi, la vente des timbres-poste est en effet autorisée par circulaire à partir du 25 décembre 1848, afin que les usagers puissent utiliser dès le premier jour des nouveaux tarifs le préaffranchissement du courrier avant la mise à la boite postale. Il semble que seul le 20 centimes noir ait été vendu antérieurement à son usage officiel.
Le tirage, important, est d'environ 41 700 000. Il s'en serait vendu plus de 31 millions d'exemplaires. L'impression a été faite quasi sans interruption du 4 décembre 1848 à la fin février 1849.
Le 20c noir a été imprimé, jour et nuit, du 4 décembre 1848 jusqu'au 17 janvier 1849 pour approvisionner l'ensemble des bureaux de poste. Puis jusqu'au 22 février 1849, de jour uniquement. À partir de cette date, les timbres sont imprimés en bleu (voir ci-dessous : rubrique Non émis).
Il existe plusieurs clichés inversés (ou Tête-bêche) dans les panneaux d'impression utilisés : trois sur la planche 1, un sur la planche 2 et un sur la planche 3. Le tirage potentiel de paires en tête-bêche est estimé à 200 000 exemplaires. La plus ancienne paire tête-bêche connue ce jour (sur lettre) est datée du 13 janvier 1849.

#### Variations de teintes et de papier
Le 20c est imprimé en noir sur un papier blanc et en noir sur papier jaune (pâle) (teinte dans la masse du papier) fourni essentiellement par les établissements « Lacroix ».
L'encre passe d'un noir intense, très couvrant, à une teinte dite gris-noir. La couleur du fond (une encre lithographique antifalsification) varie aussi d'un blanc très légèrement jaunis à un jaune bistre foncé amplifié par le vieillissement, qu'il ne faut pas confondre avec la couleur du papier. Les premiers tirages sont noir sur papier blanc, les derniers sont plutôt noir sur papier jaune.
Les 20c noir sur chamois, nuance particulière, est due à l'utilisation par erreur d'un papier teinté en bistre-jaune (dit chamois) dans la masse du papier (imprimé en 1850).
Les planches du vingt centimes ont été utilisées dès leur réalisation, parce qu'elles étaient les premières terminées, pour réaliser des essais d'encres et de papiers. Il existe ainsi des timbres-poste à 20c. de couleur bleu sur papier jaunâtre d'impression soignée très fine, noir sur papier rouge ou papier bleu, rouge sur papier blanc, rouge sur papier rouge, couleurs et papiers teintés utilisés pour la réalisation de la première série de timbres-poste : 20 centimes en noir sur blanc, 40 centimes en bleu sur bleuté et 1 franc en rouge sur orangé.
Cette valeur a fait l'objet d'une réimpression très nette et très soignée en 1862 pour satisfaire une demande de Sir Rowland Hill (tirage : 4350 timbres-poste conservés, une grande partie des planches est conservée au Musée de La Poste). Ce tirage est difficile à reconnaitre.

### Cérès, 1 franc rouge

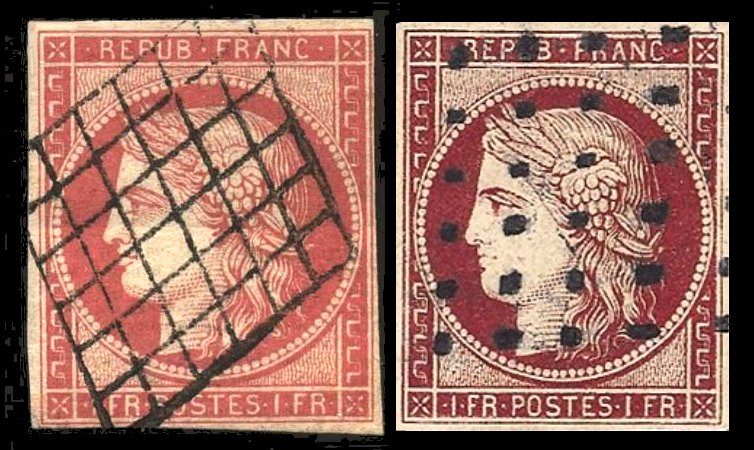
Le 1 franc rouge-clair, dit « Vermillon » et 1 F. rouge foncé dit « carmin ».

Le 1 franc est connu en deux couleurs officielles : rouge clair dit vermillon et rouge foncé dit carmin, d'où deux numéros dans les catalogues.
Le Un franc rouge est émis le 1er janvier 1849. La première date d'utilisation connue à ce jour est le 2 janvier 1849 (à Paris) pour le rouge clair et début janvier pour le rouge foncé. Il apparaît que les timbres rouge vermillon et rouge carmin ont été mis en vente au même moment, mais pas aux mêmes endroits : certains départements ont vendu des « vermillon », d'autre des « carmin ». Il semble que cette répartition n'ait pas été aléatoire, mais selon l'ordre alphabétique des départements.

### Le 1 franc vermillon

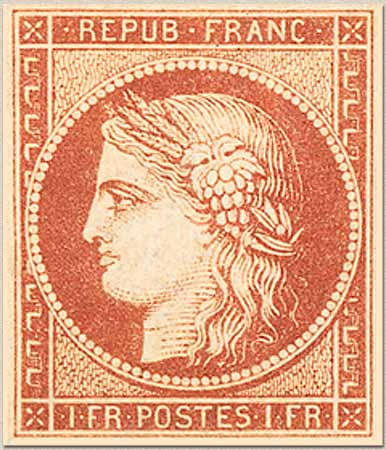
Le 1 franc rouge-clair, dit « Vermillon ».

Le timbre rouge clair est retiré de la vente en décembre 1849 officiellement en raison d'une couleur trop proche du 40 centimes orange dont l'impression est prévue, et dont l'émission est retardée jusqu'en février 1850. Il est aussi possible que ce retrait ait été suggéré ou encouragé par Jacques-Jean Barre. En effet, l'encre utilisée était produite à partir du « Vermillon minéral » ou cinabre, et elle attaquait le cuivre des planches d'impression par l'action du sulfure de mercure qu'elle contient. De plus, l'encre vermillon était beaucoup plus chère que l'encre carmin.
Le tirage du rouge clair (Vermillon) est de 509 700 exemplaires produit en une seule fois entre le 30 décembre 1848 et le 7 janvier 1849, dont 122 398 seront détruits le 21 juillet 1851.
Le 1 franc « Vermillon » a la cote la plus élevée des timbres de France. Cette cote s'explique par le faible nombre de timbres utilisés durant sa relativement courte période d'utilisation, et a fortiori conservés (10 % à 15 %, soit 40 000 timbres-poste environ), mais aussi par sa notoriété et son esthétique. Sur lettre, il est rare, voire très rare, car il a été décollé par les philatélistes pour être mis en album, donc peu de plis nous sont parvenus intacts.
Par ailleurs, il existe un cliché inversé dans le panneau d'impression (tête-bêche de la case 35).
Sachant que les paires (oblitérées ou sur lettre) sont déjà rare en rouge « Vermillon » (tarif double = de 100 g à 200 g, ou recommandé de 15 g à 100 g) et exceptionnelles en blocs de 3 ou 4, voire plus, on comprend qu'elles sont extrêmement rares en paire avec un cliché inversé (il existe en théorie, au maximum 1290 paires avec tête-bêche de 1 F. vermillon). À ce jour, on ne connaît qu'une seule paire avec un tête-bêche dans un bloc de 4 timbres neufs vermillon et une seule paire dans une bande de trois timbres oblitérés sur lettre.
Il existe aussi un bloc de quatre provenant d'une demi-feuille sur papier fin et d'une couleur pâle, dite Vervelle, avec un tête-bêche. Les timbres « vermillon-Vervelle » seraient un essai de couleur ou une feuille de mise en train, ces timbres n'existent que neufs et sans gomme.

### le 1 franc carmin

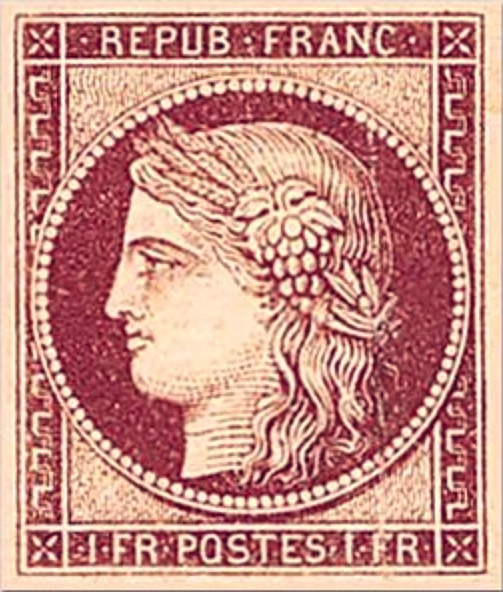
Le 1 franc rouge foncé dit « carmin ».

Le premier jour d'usage n'est pas connu, si l'on se fie aux dates des tirages on peut penser qu'il apparait probablement après le 10 janvier 1849 dans les bureaux de Poste. Si l'ordre alphabétique départemental a bien été utilisé pour distribuer les timbres à un franc au fur et à mesure de leur sortie de l'imprimerie, les premiers jours seraient à rechercher en Ille-et-Vilaine ou dans l'Indre.
La circulaire no 4 du 25 janvier 1849 de l'Administration générale des Postes, signale dans son second titre que plus de la moitié des bureaux sont alors approvisionnés en timbres à un franc, et que tous les bureaux seront approvisionnés dans la semaine qui suit sa rédaction. Cette circulaire signale aussi que les timbres à quarante centimes seront disponibles dans un mois, ce qui ne sera pas le cas. Ce document confirme indirectement l'approvisionnement progressif des bureaux en timbres à un franc, et la difficulté de connaître le premier jour d'apparition des « un franc rouge carmin ».
Les cinq tirages dans cette couleur sont effectués avec le même matériel que le « Un franc vermillon », il existe donc aussi un tête-bêche case 35 du panneau d'impression. Entre janvier 1849 et juillet 1853 sont produits environ 2 millions de timbres-poste.
Outre son utilisation en métropole et en Algérie, le « un franc rouge carmin » a aussi été envoyé à titre expérimental dans certains territoires d'Outremer (Guadeloupe, Martinique, Guyane et Réunion) entre 1851 et 1853.
Le timbre rouge foncé est vendu jusqu'à épuisement des stocks (début 1854), il est remplacé à partir de septembre 1853 par un timbre de même valeur au type Napoléon III Empire.
Cette valeur a fait l'objet d'une réimpression en 1862 pour satisfaire une demande de Sir Rowland Hill (tirage : 4350 timbres-poste conservés, une grande partie des planches est conservée au Musée de La Poste). Il n'existe pas de réimpressions dans la couleur vermillon.

## Premiers timbres non émis
L'article 5 du décret du 24 août 1848 autorise l'Administration des Postes à vendre des vignettes pour l'affranchissement du courrier par l'expéditeur. Trois valeurs de vignette sont alors retenues pour les principaux tarifs d'une lettre envoyée vers un autre bureau de poste dans tout le pays.
Le 7 septembre 1848, la couleur des timbres est fixée par une circulaire de l'Administration postale : le 20 centimes en noir, le 40 centimes en bleu et le 1 franc en rouge.

### Cérès, 40 centimes bleu (non émis).

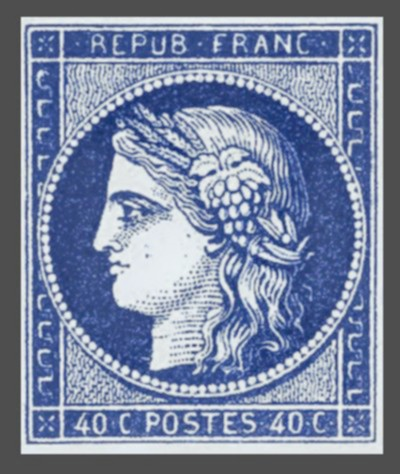
Le 40 centimes bleu, premier timbre non émis de France.

Dès janvier 1849, après avoir remarqué que l'oblitération noire est quelquefois peu visible sur le 20 centimes de même couleur, et que des timbres-poste pourraient être réutilisés, l'administration des Postes décide l'émission d'un 20 centimes bleu, couleur initialement prévue pour le 40 centimes.
La circulaire no 4 du 25 janvier 1849 informe de la prochaine livraison (« dans le mois suivant ») de timbres-poste à quarante centimes à l'ensemble des bureaux. Implicitement ce document confirme que l'impression de cette valeur est en cours de réalisation. C'est donc, vu les dates, la fabrication des « quarante centimes bleu » qui est ici indiquée, car la décision de l'impression des timbres à 40 centimes en orange est prise officiellement le 9 mars 1849.
Début mars, lors de cette dernière décision, la fabrication du timbre à 40c en bleu est donc arrêtée, alors que les premiers lots sont probablement prêts pour la livraison. Ils sont mis au rebut, puis officiellement tous détruits.
Ces 40 centimes bleu sont restés longtemps inconnus, seules des traces administratives attestaient de leur existence. En 1999, un bloc de 12 timbres en bas de page (avec 4 retouchés : voir « 40c. orange » de 1850) et une centaine de timbres isolés (découpés) ont été découverts, le 40 centimes bleu est le premier timbre non émis de France. Le catalogue Marianne, dans son  édition de 1999, est le premier à le mentionner
Le 40 centimes orange est imprimé à partir d'avril 1849, mais sa mise à disposition du public au guichet n'a lieu que le 3 février 1850, le temps de rappeler les un franc rouge de nuance vermillon (ou « rouge clair »), de couleur proche sous les éclairages de l'époque et pour éviter des confusions dans les bureaux de poste.

### Cérès, 20 centimes bleu (non émis).

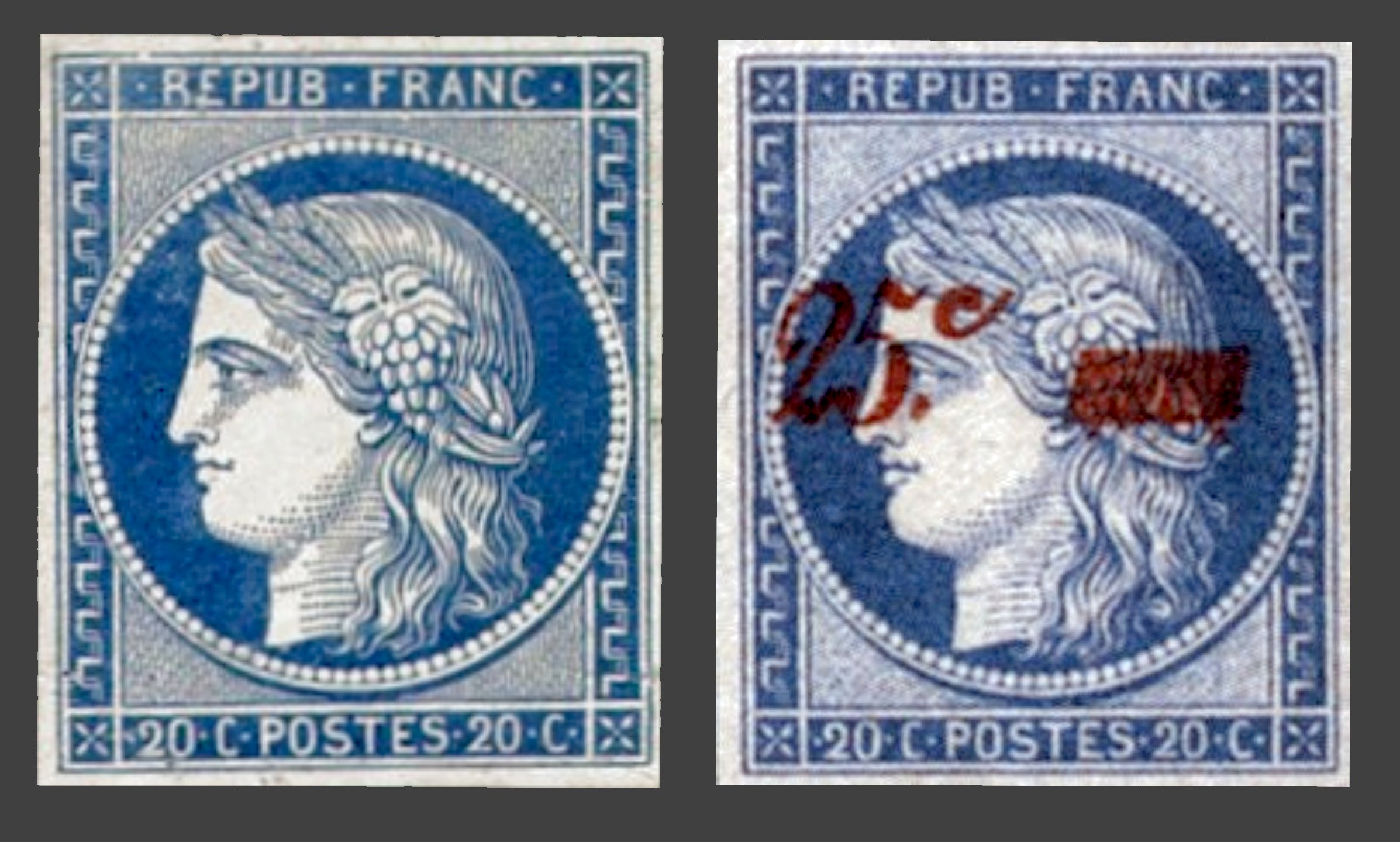
Le 20 centimes bleu et avec la surcharge 25c. rouge (réimpression de 1852), timbre non émis de France.

Le 9 mars 1849 est prise la décision du changement de couleur du timbre à 20 centimes, pour limiter d'éventuelles réutilisations du timbre (la marque d'annulation, ou oblitération, étant peu visible sur le noir). L'impression du 20 centimes bleu commence début avril 1849 pour une distribution prévue après l'écoulement des stocks du 20 centimes noir. Deux tirages seront réalisés : entre le 7 avril et le 19 mai 1849, un second entre le 10 décembre 1849 et le 31 mars 1850. La teinte varie du bleu au bleu foncé, le papier varie du blanc à l'azuré pâle. Seuls les 20 centimes bleu-foncé sur blanc sont connus avec gomme.
L'expéditeur n'ayant pas avantage à préaffranchir son courrier, puisque le paiement à l'arrivée par le destinataire est toujours en usage, et au même prix, les timbres-poste seront donc moins utilisés que prévu. Les stocks de 20 centimes noirs seront plus importants qu'attendu, et les 20 centimes bleus ne seront jamais mis à la disposition du public, à la suite du changement de tarif de la lettre de moins de 7,5 grammes le 1er juillet 1850.
Toutefois, il semble qu'une tentative de surcharge 25 en rouge ait été réalisée pour utiliser ces timbres. Il n'a pas été donné suite à cette tentative, et les timbres surchargés ont été détruits. Il semble qu'il n'existe qu'un seul timbre du tirage initial avec la surcharge, qui a été vu lors de la vente publique de la collection du baron Philippe Ferrari de La Renotière. Les rares timbres en circulation dans le marché philatélique proviennent de la réimpression de 1862 réalisée à la suite de la demande de Sir Rowland Hill de timbres pour sa collection. Ces timbres surchargés n'existent que neufs, avec ou sans gomme, et leur couleur est plus claire que celle du tirage originel.
De ce timbre non émis est resté sa couleur : le timbre pour l'affranchissement d'une lettre au premier échelon de poids au tarif intérieur sera bleu, même après 1876, malgré les recommandations internationales de l'ancêtre de l'UPU, ce jusqu'en 1900 (10c rouge au type Mouchon).

## Décembre

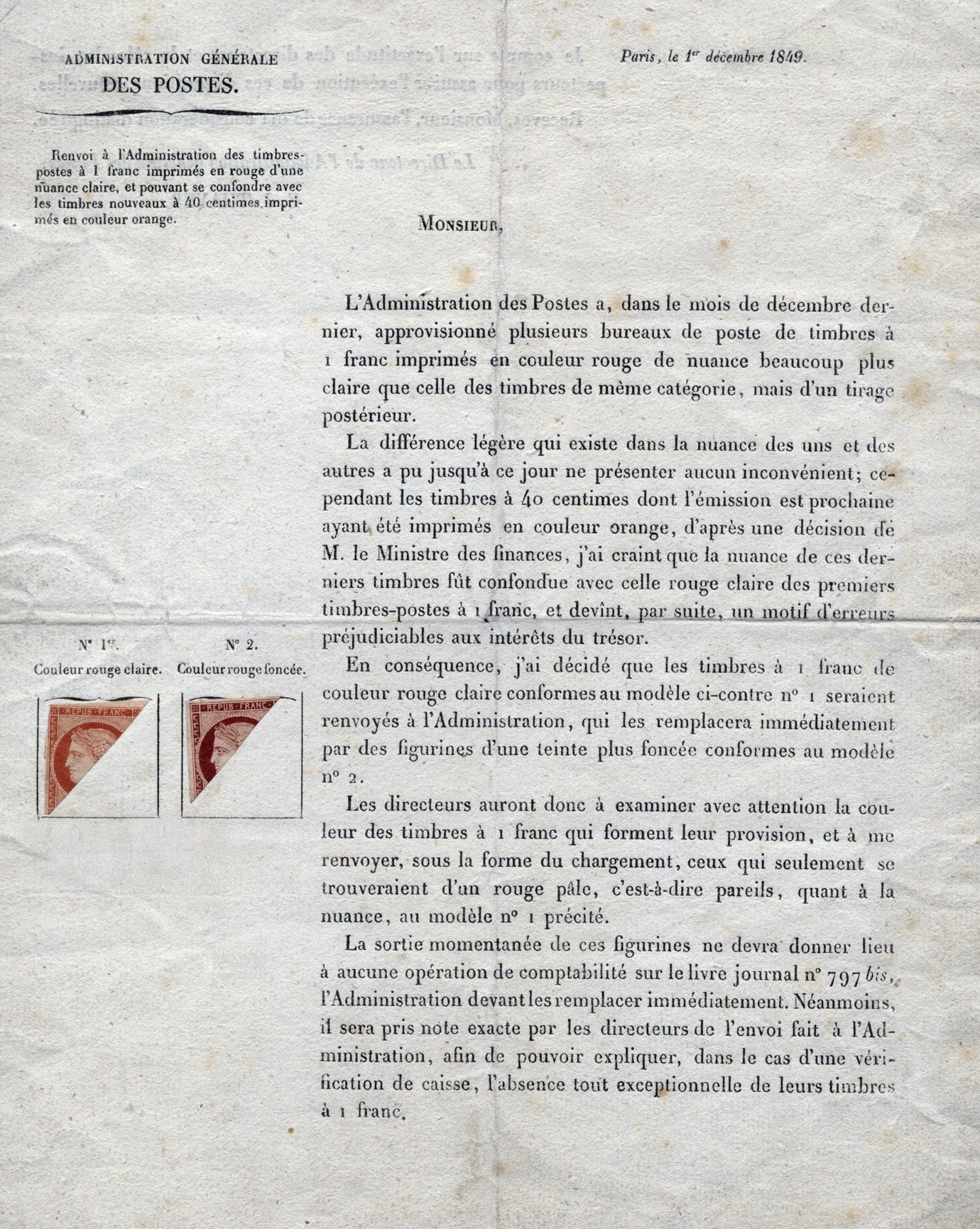
Circulaire de retrait du 1 franc rouge vermillon.

Le 1er décembre 1849, une circulaire de l'Administration centrale des Postes annonce le rappel des timbres d'un franc de couleur vermillon, dénommée « couleur rouge claire ». Ne doivent rester dans les bureaux que des exemplaires carmin (« couleur rouge foncée »). Le but est d'éviter une confusion avec la couleur des 40 centimes dont l'émission est prévue pour début 1850.
La circulaire est un document philatélique réputé car elle porte deux demi-timbres coupés en diagonale de chacune des nuances pour illustrer le propos.